# Alain Ruellan
Pour les articles homonymes, voir Ruellan.
Alain Ruellan, né le 7 août 1931 à Bourg-la-Reine et mort le 14 juin 2012 à Nice, est un pédologue français. Chercheur reconnu, il dirige l'ORSTOM entre 1982 et 1987.

## Biographie
Alain Ruellan est scolarisé en France mais, en 1941, il déménage au Brésil pour suivre son père Francis Ruellan, professeur de géographie, nommé à l’université de Rio de Janeiro,. Ce bouleversement le marque durablement : à 13 ans, il suit son père sur le terrain ; à 16 ans, il est intégré à une équipe de scientifiques chargés par son père d'étudier la viabilité de l'établissement de la nouvelle capitale, Brasilia, et il est responsable des études topographiques des itinéraires de cette équipe.
Après des études secondaires au Lycée franco-brésilien de Rio de Janeiro, Alain Ruellan va en France pour ses études supérieures : en génie agricole à l’École nationale supérieure agronomique de Rennes, en géomorphologie à l’École pratique des hautes études de Paris, et en pédologie à l’Orstom.
En 1958, il commence à travailler comme chargé de recherches en pédologie pour l'Orstom à Berkane, au Maroc oriental. Il dirige dès son arrivée le Service de pédologie de la Mission régionale de la Basse Moulouya de l’Office national des irrigations (ONI). Les données de terrain lui permettent par la suite de rédiger une thèse, qu'il soutient en 1970,. Son laboratoire prend de l'ampleur, il fait construire un bâtiment, et s'entoure avec son épouse Françoise d'une équipe de jeunes chercheurs.
En 1964, Alain Ruellan est affecté à Rabat et dirige le Centre des expérimentations qui dépend de la Direction du génie rural du Ministère du développement rural. Il y développe un département d’agropédologie chargé d’étudier l’évolution des sols irrigués.
En 1969, Alain Ruellan quitte le Maroc pour le Sénégal et découvre l’Afrique tropicale ; il est chargé de coordonner une équipe de plusieurs pédologues-cartographes œuvrant dans plusieurs pays d’Afrique de l’Ouest (Sénégal, Niger, Burkina Faso).
En 1972, il est élu professeur de sciences du sol à l’École nationale supérieure agronomique de Rennes. Il y dynamise le Département de sciences du sol et développe un partenariat important avec l’Institut national de la recherche agronomique pour fonder un enseignement et une pédagogie principalement fondés sur l’approche morphologique des sols, tout en mettant en place une équipe scientifique qui se consacre aux problèmes des relations sols-agriculture en Bretagne (évolution du bocage, fonctionnements hydrologiques, gestion des pollutions). De 1972 à 1982, il dirige le Laboratoire de recherche de science du sol de l’INRA à Rennes.
En 1982, il devient directeur général de l'Orstom (devenu Institut de recherche pour le développement en 1998), dont il assure notamment la transformation en EPST (en 1984), et dont il réoriente l'activité scientifique dans le sens des priorités pour le développement et l’indépendance des populations.
De 1977 à 1982, il préside l’Office social et culturel rennais. En 1983, il devient également président de la Cimade à titre bénévole. En 1985, il préside la Fondation Nord-Sud.
En 1987, ses activités associatives engagées lui coutent la direction de l’Orstom, à l'initiative de Michel Aurillac. Dans la foulée, sa candidature à la direction de l’École nationale supérieure agronomique de Rennes (ÉNSA) puis à celle de l’École nationale supérieure féminine agronomique (ÉNSFA) sont successivement validée par le conseil d'administration de l’école et refusée par le Ministre de l’agriculture, François Guillaume.
En 1989 et jusqu'à sa retraite en 1999, il dirige le Centre national d'études agronomiques des régions chaudes à Montpellier.
De 1990 à 1994, il dirige le programme « Environnement » du Centre national de la recherche scientifique (CNRS).
Il préside l’Association française pour l'étude du sol (1989-1992), ainsi que l’Association internationale de la science du sol (1994-1998).
De 1990 à 1996, il préside de l'Institut d'étude du développement économique et social (IÉDÉS).
Auteur de nombreux ouvrages écrits seul ou en collaboration (près de 600 publications), il décède en 2012.

## Ouvrages
- Yves Coquet et Alain Ruellan, Les sols du monde pourront-ils nourrir 9 milliards d’humains ?, Le Pommier, coll. « Les petites pommes du savoir », avril 2010 (ISBN 2-7465-0463-4)
- Alain Ruellan, Des sols et des hommes : un lien menacé, Marseille, IRD Éditions, 2010, 110 p. (ISBN 978-2-7099-1690-5, lire en ligne)
- Alain Ruellan et Mireille Dosso, Regards sur le sol, Foucher et Aupelf, 1993, 192 p. (ISBN 978-2-216-00416-4)
- Denis Ruellan et Alain Ruellan, Le Brésil, Paris, Karthala, 1989, 212 p. (ISBN 9782865372287)

## Distinctions
- Ordre national de la Légion d'honneur (chevalier)
- Ordre des Palmes académiques (chevalier)
- Ordre du Mérite agricole (officier)
- Ordre ivoirien du Mérite (officier)
- Ordre brésilien du Rio Branco (officier)
- Médaille internationale Philippe-Duchaufour de l’European Geosciences Union (2008)[8]
- Médaille d'or de l’Académie d’agriculture[2]

En 1990 Alain Ruellan est élu à la l’Académie des sciences d’outre-mer, 4e section. À partir de 2006, il est membre correspondant de l'Académie royale des sciences et des arts de Barcelone (Espagne).
En 2005, il est créé docteur honoris causa de l'Université d'État de Londrina (Brésil)